# Hollandair
Hollandair was een Nederlandse luchtvaarthandelsonderneming die zich vooral richtte op de reparatie en revisie van kleine vliegtuigen. De onderneming werd rond 1956 te Katwijk aan Zee opgericht door zweefvlieger Jan G. Hoekstra.
In 1957 ontwierp Hoekstra samen met J.G. Velberg van de NLS een sproeivliegtuig in opdracht van het Eerste Groningse Landbouw Sproeibedrijf, dat haar vorige sproeivliegtuig had verloren door een crash. Dit werd de HA-001 "Libel". Het toestel maakte zijn eerste vlucht op 19 juli 1957. Het had een zeer lange vleugel zodat het met lage snelheid kon blijven vliegen. Vanaf 1960 werden er proeven mee gedaan op Vliegveld Zestienhoven. Daaruit bleek dat het vliegtuig niet voldeed als sproeivliegtuig.
Het werd in 1960 verkocht als reclamesleepvliegtuig aan luchtreclamebedrijf Skylight. Met een nieuwe motor bleek het vliegtuig uitermate geschikt voor dit doel. In 1965 vloog het toestel echter tegen een boom, waarbij het onherstelbaar beschadigd raakte.

## Vliegtuigtypen
- Hollandair HA-001 "Libel"

Sproeivliegtuig/Reclamesleepvliegtuig, eenpersoons, hoogdekker, eenmotorig (eerst een Lycoming, later een De Havilland "Gipsy Major" 130pk) propeller.